# Rheumaptera meadii
Rheumaptera meadii är en fjärilsart som beskrevs av Alpheus Spring Packard 1874. Rheumaptera meadii ingår i släktet Rheumaptera och familjen mätare. Inga underarter finns listade.